# Chariacris violacea
Chariacris violacea är en insektsart som först beskrevs av Gerstaecker 1889.  Chariacris violacea ingår i släktet Chariacris och familjen Romaleidae. Inga underarter finns listade i Catalogue of Life.